# This Is Not America
This Is Not America ist ein Lied des englischen Sängers David Bowie und der US-amerikanischen Jazz-Fusion-Band Pat Metheny Group, das aus dem Soundtrack des Films The Falcon and the Snowman (deutsch: Der Falke und der Schneemann) von 1985 stammt. Die Single erschien im Januar 1985. Sie erreichte Platz 14 im Vereinigten Königreich und Platz 32 in den Vereinigten Staaten. In Europa war der Song noch erfolgreicher und konnte in einigen Ländern Top-Ten-Positionen erreichen.

## Entstehung
Der Instrumentaltitel, auf dem This Is Not America basiert, wurde von Pat Metheny und Lyle Mays geschrieben. In seiner ursprünglichen Version hieß der Song Chris; dieser Titel ist auch auf dem Soundtrack des Films enthalten. Es wurden allerdings mittels eines Linn-Drumcomputers eine Schlagzeugspur hinzugefügt und David Bowies Gesang ergänzt. Die Aufnahmen fanden im Mai 1984 statt. Bowie und Metheny waren die Produzenten.
Obwohl Metheny 1986 sagte, dass er die Arbeit an Filmsoundtracks rückblickend als „zeitaufwendig und letztlich unbefriedigend“ ansah, bot es ihm die Möglichkeit, mit David Bowie zu arbeiten. „Es war das erste Mal, dass sich die Gruppe wirklich dazu verpflichtet hat, eine echte Pop-Platte zu machen, anstatt nur auf Pop-Elemente hinzuweisen“, sagte Metheny. Es habe sich herausgestellt, dass seine Band eine „heiße kleine Popgruppe“ sei; er könne sich vorstellen, irgendwann eine weniger improvisatorische, eindeutige Pop-Platte zu machen.

## Veröffentlichung und Rezeption
Die Single wurde am 28. Januar 1985 bei EMI America veröffentlicht, passend zum Filmstart am 25. Januar des Jahres. Die B-Seite enthält eine Instrumentalversion. Die 12″-Maxi erschien am 1. Februar 1985. Der Song erschien seit 1985 auf zahlreichen Kompilationen, später unter anderem auch auf Bowies Best-of-Album von 2002, Best of Bowie, auf allen außer den australischen und japanischen Pressungen dieses Albums.
Die Single erreichte Platz fünf in Deutschland und Österreich sowie Platz sechs in der Schweiz. In den Niederlanden, Belgien und Schweden schaffte es der Song auf Platz zwei, in Norwegen auf Platz drei.
Metheny nannte später Bowies Text „tiefgründig und bedeutungsvoll – und absolut perfekt für den Film.“
| Jahr | Titel               | Höchstplatzierung, Gesamtwochen, AuszeichnungChartplatzierungen (Jahr, Titel, Platzierungen, Wochen, Auszeichnungen, Anmerkungen) | Höchstplatzierung, Gesamtwochen, AuszeichnungChartplatzierungen (Jahr, Titel, Platzierungen, Wochen, Auszeichnungen, Anmerkungen) | Höchstplatzierung, Gesamtwochen, AuszeichnungChartplatzierungen (Jahr, Titel, Platzierungen, Wochen, Auszeichnungen, Anmerkungen) | Höchstplatzierung, Gesamtwochen, AuszeichnungChartplatzierungen (Jahr, Titel, Platzierungen, Wochen, Auszeichnungen, Anmerkungen) | Höchstplatzierung, Gesamtwochen, AuszeichnungChartplatzierungen (Jahr, Titel, Platzierungen, Wochen, Auszeichnungen, Anmerkungen) | Anmerkungen                           |
| Jahr | Titel               | DE | AT | CH | UK | US | Anmerkungen                           |
| ---- | ------------------- | --- | --- | --- | --- | --- | ------------------------------------- |
| 1985 | This Is Not America | DE5 (20 Wo.)DE | AT5 (14 Wo.)AT | CH6 (12 Wo.)CH | UK14 (7 Wo.)UK | US32 (12 Wo.)US | David Bowie and The Pat Metheny Group |

## Coverversionen
Coverversionen existieren unter anderem von:
- Xavier Naidoo
- Silje Nergaard
- Claudia Brücken & Paul Rutherford
- Juliette Lewis
- Laith Al-Deen
- Sophia Anne Caruso and Original New York Cast of Lazarus
- Charlie Haden and the Liberation Music Orchestra
- Guano Apes
- Miriam Aïda
- Ellen Andrea Wang (Closeness)